# سوپ مرغ
سوپ مرغ (انگلیسی: Chicken soup) یک نوع سوپ است که از مرغ پخته شده در آب به همراه افزودنی‌های متنوع تهیه می‌شود. سوپ مرغ کلاسیک شامل آب گوشت رقیق مرغ، به همراه تکه‌های مرغ یا سبزیجات است. همچنین، به‌طور معمول به سوپ مرغ رشته یا ماکارونی، میوه‌های پخته شده، یا غلاتی از قبیل برنج و جو افزوده می‌شود. مصرف سوپ مرغ برای درمان خانگی سرماخوردگی و آنفلوانزا بسیار معروف است و در بسیاری از کشورها به عنوان یک غذای مناسب شناخته می‌شود.

## نگارخانه

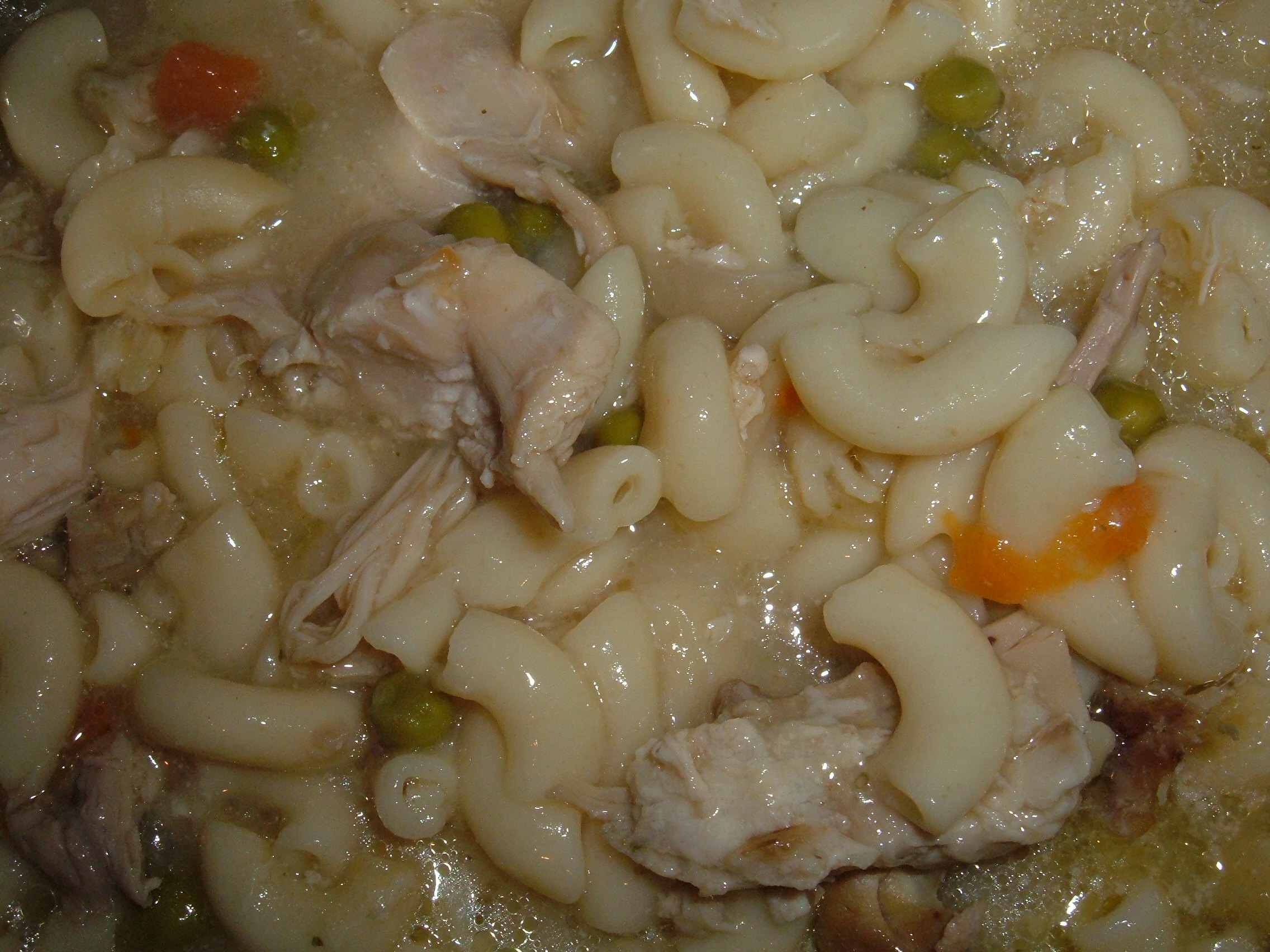
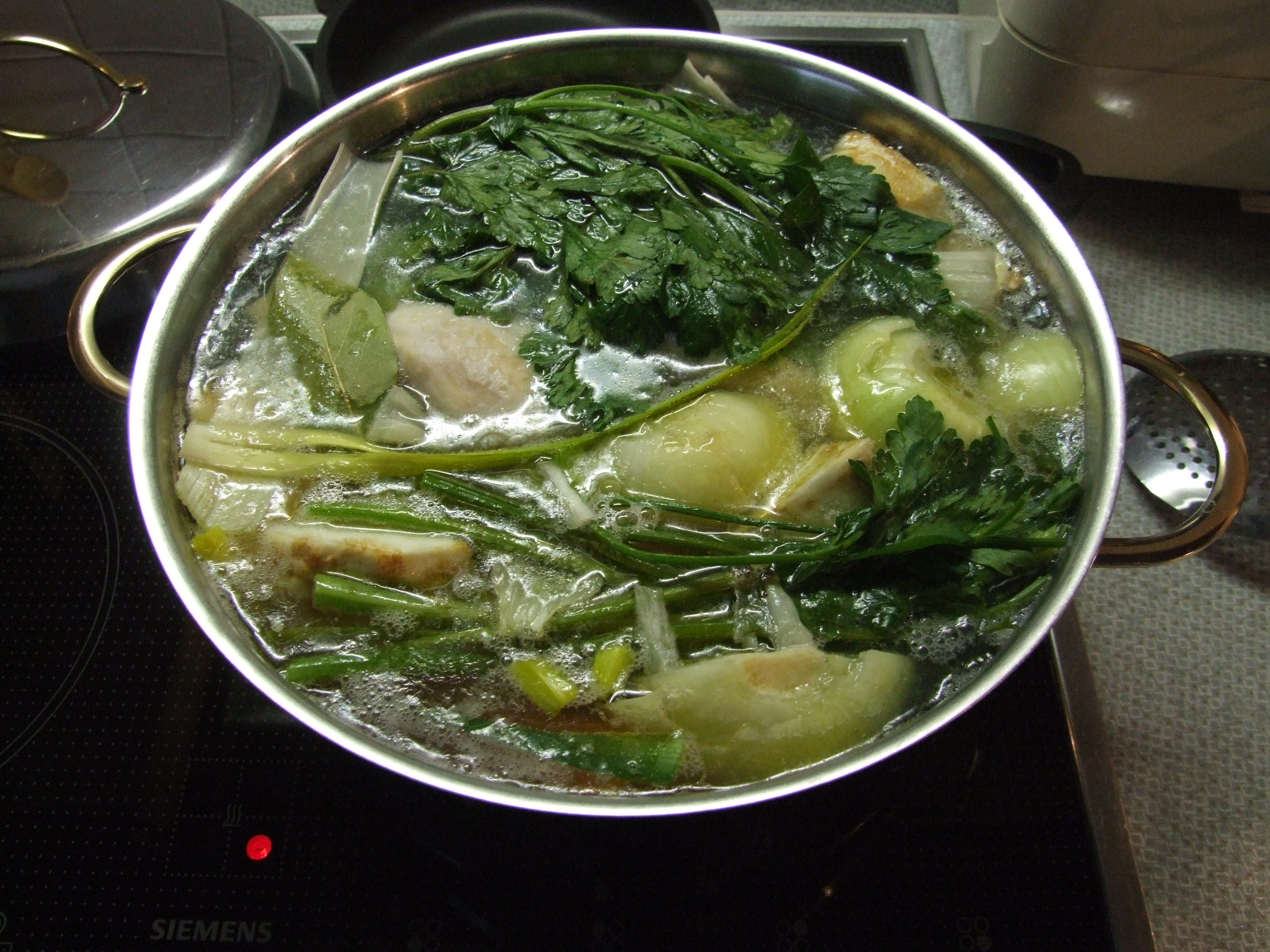
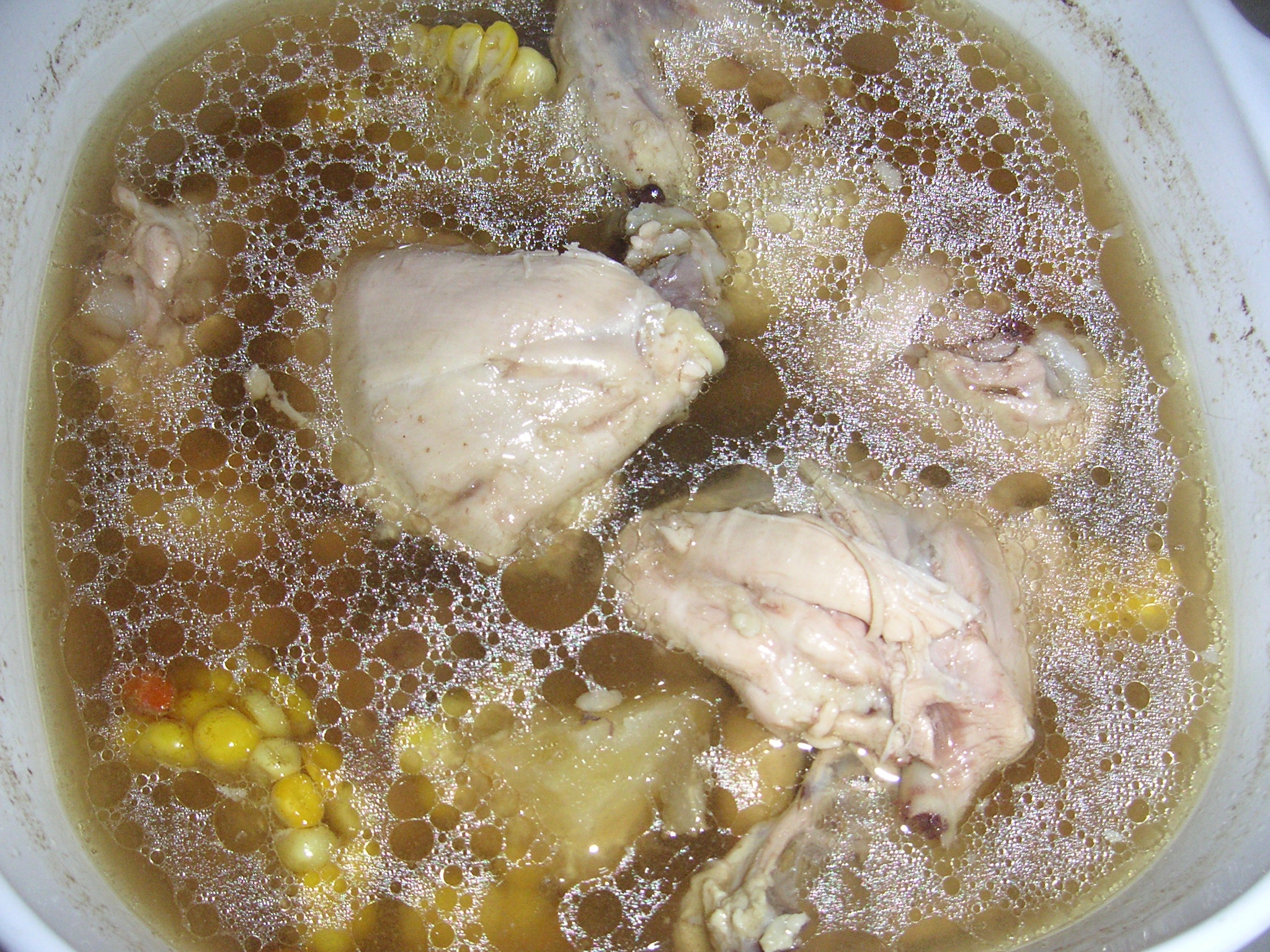